# Georg Heinrich Wolf von Arnim

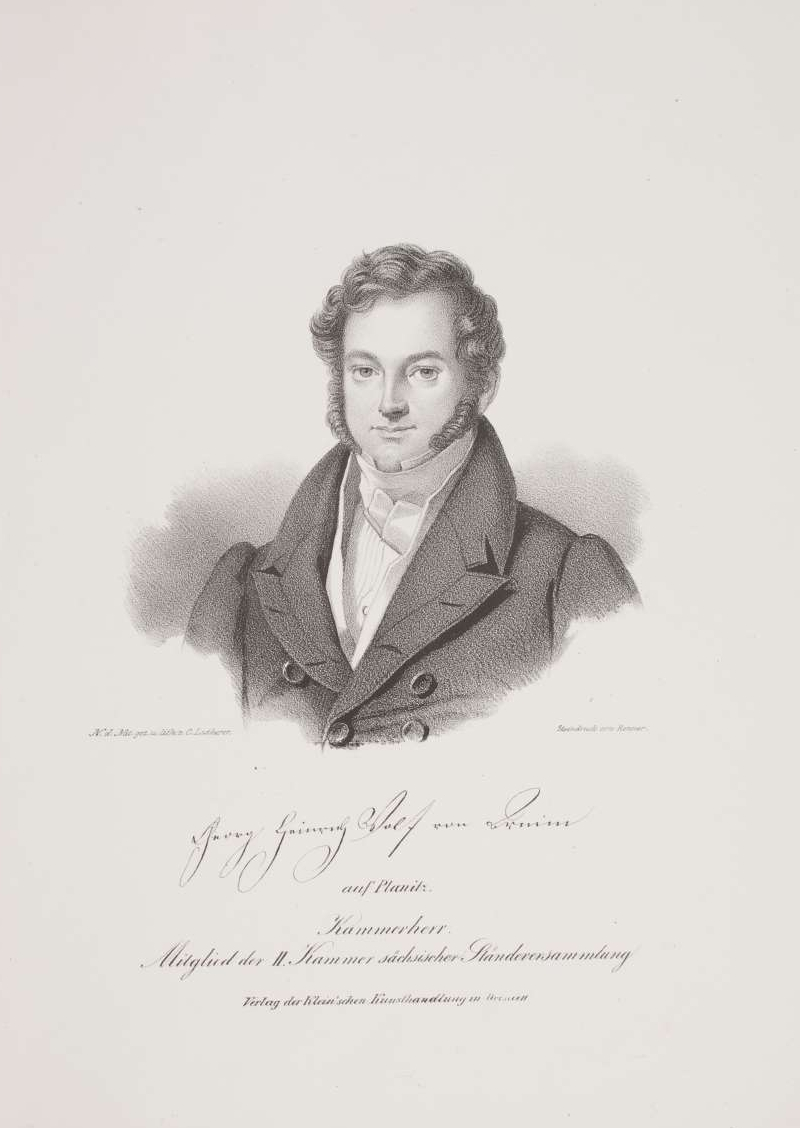
Georg Heinrich Wolf von Arnim

Georg Heinrich Wolf von Arnim (* 18. Juli 1800 in Niederplanitz; † 9. Oktober 1855 ebenda) war ein deutscher Eisenhütten- und Bergbauunternehmer sowie Rittergutsbesitzer auf Planitz.

## Leben

### Jugend
Er entstammt dem Planitzer Zweig des Geschlechts derer von Arnim und war der älteste Sohn des Merseburger Domherrn Carl Christoph III. von Arnim auf Planitz, Voigtsgrün, Irfersgrün, Crossen und Groß Milkau und dessen zweiter Frau Johanna geborene von Möllendorff. Nach dem frühen Tod des Vaters am 23. Februar 1812 fielen dessen Güter testamentarisch der Witwe, den drei minderjährigen Söhnen sowie der erstehelichen Tochter Caroline Louise verheiratete von Böhlau zu. Diese regelten am 3. November 1814 in einem Erbvergleich die Abtretung der Ansprüche der Mutter und Halbschwester zugunsten der drei Brüder. Im Alter von 16 Jahren erhielt Heinrich von Arnim eine bergmännische Ausbildung und nahm 1820 ein Studium an der Bergakademie Freiberg auf.

### Wirken als Bergbauunternehmer
Nach Erreichen der Volljährigkeit teilten die Brüder den Besitz. Heinrich erhielt Planitz, Hans Carl (1802–1857) Kriebstein und Friedrich Henning (1804–1885) die Rittergüter Crossen bei Döbeln und Groß Milkau. In einem am 21. November 1828 abgeschlossenen und am 7. Mai 1830 durch König Anton bestätigten Kauf überließen Heinrich und Hans Carl ihre Anteile am Erb- und Allodialgut Crossen ihrem Bruder Friedrich Henning.
Gemeinschaftlicher Besitz der Brüder war das von Arnimsche Steinkohlenwerk in Planitz, dessen Leitung Heinrich von Arnim 1830 übernahm. 1836 ließ er in dem Steinkohlenwerk eine Dampfmaschine errichten. Es folgte eine Kokerei mit 48 Bienenkorböfen, die im Zwickauer Steinkohlenrevier die größte war. Heinrich von Arnim erkannte wenig später die Standortvorteile seiner Herrschaft für die Eisenverhüttung und war 1838 Mitbegründer der Sächsischen Eisenkompagnie. Zum Schmelzen des bei Stenn gewonnenen Eisenerzes konnte Planitzer Steinkohle und Cainsdorfer Kalk verwendet werden. Damit leitete er den Übergang von den bis dato von den Hammerwerken an den erzgebirgischen Flüssen dominierten Eisenfabrikation zum brennstoffbetriebenen industriellen Betrieb ein, der von der auch jahreszeitlich oft schwankenden Wasserkraft unabhängig war. Aus kleinen Haspelschächten entstanden unter seiner Leitung die modernen leistungsfähigen Arnimschen Steinkohlenwerke: 1839 gründete die Compagnie in Cainsdorf die Königin-Marien-Hütte, deren Direktor Heinrich von Arnim wurde. Jedoch erwies sich die Sächsische Eisenkompagnie entgegen den Erwartungen der Brüder von Arnim zunächst als wirtschaftlicher Fehlschlag. Zur Verhinderung eines Bankrotts pachteten die Brüder 1843 die Königin-Marien-Hütte selbst auf fünf Jahre. Im Jahre darauf führte Heinrich von Arnim in der Hütte den Puddel- und Walzwerkbetrieb ein. Nach Ablauf der Pachtzeit kauften die Brüder 1848 die Eisenhütte als Familienbesitz. Immer wieder auftretenden wirtschaftlichen Schwierigkeiten begegneten die Arnims durch die Gründung der von Arnimschen Berg- und Hüttenverwaltung 1851, in der sie 88 % der Aktien übernahmen.

### Soziale und kulturelle Leistungen
Für eine gewisse soziale Ader spricht die Gründung einer Knappschaftskasse, die Beamten und langjährig beschäftigten Arbeitern gewisse Vorteile einbrachte und sie etwas absicherte. Dies und langjährige regionale Bergbautraditionen mögen dazu beigetragen haben, dass die Planitzer Bergleute als sogenannte Herrenschächter einen besonderen Stolz auf ihren Bergmannsstand entwickelten. Er hatte eine ausgeprägte Vorliebe für repräsentative Bergparaden. Nach exakten Regieanweisungen ließ er zu speziellen Anlässen seine verschiedenen Schacht- und Hüttenbelegschaften am Schloss zur Parade mit Musik und bei Fackelschein aufmarschieren. Dazu ließ er eine schmucke Paradekleidung mit dem schwarzen Tuchkittel und dem hohen Berghut fertigen, auf dem über der fünfschartigen Meißnischen Mauerkrone noch der sechs Zoll hohe Federstutz im arnimschen Rot-Weiß prangte. Selbst seine Hilfsarbeiter hatten einheitliche Kittel. Auch eine eigene Musikkapelle, Trompeterkorps genannt, hatte er gegründet.
Zugleich investierte Heinrich in neue Verkehrsmittel und ermöglichten den Bau der Bahnstrecke Zwickau–Cainsdorf. Als Förderer technischer Innovationen unterstützte er Ernst August Geitner bei seinem Projekt zur Errichtung eines Treibhauses über dem Planitzer Kohlenbrand.
In den Jahren 1833/34, 1836/37, 1839/40, 1851/52 und 1854/55 gehörte Heinrich von Arnim als Vertreter des Erzgebirgischen Kreises der I. Kammer des Sächsischen Landtages an.
In einem am 17. Juni 1854 abgeschlossenen Vergleich über das Rittergut Planitz stand Heinrich von Arnim seinen Brüdern einen ewigen und unkündbaren Nießbrauch von zwei Dritteln am Planitzer Steinkohlenberg zu, wobei dieses Recht nach dem Tode den männlichen Nachkommen zugestanden wurde. Am 9. Mai 1855 erwarb er zusammen mit seinem Bruder Friedrich Henning sämtlichen Besitz der Sächsischen Eisenhüttencompagnie einschließlich deren Gruben durch Abtretung.
Am 9. Oktober 1855 um 2:15 Uhr verstarb Heinrich von Arnim an Wassersucht. Die Verwaltung der Familienunternehmen übernahm seine Witwe Isolde mit Unterstützung seines Bruders Friedrich Henning. 1856 wurde Heinrichs Anteil seinen Söhnen Alexander Joseph Karl Bernhard und Achim Arno übertragen.
Heinrich von Arnim war zweimal verheiratet; zunächst mit Julie von Beust und in zweiter Ehe mit Isolde zur Lippe-Weißenfeld (1821–1880). Sein Grab befindet sich auf dem sogenannten Arnimfriedhof hinter der Schlosskirche von Schloss Planitz zwischen dem seiner beiden Ehefrauen.